# Robert Planque
Robert Planque, né le 4 janvier 1880 dans le 1er arrondissement de Paris, ville où il est mort le 12 février 1947 dans le 14e arrondissement, est un joueur de curling, de hockey sur glace et un dirigeant sportif français. 

## Carrière
Robert Planque est l'un des pionniers du hockey sur glace français ; il est membre de la première équipe française créée en 1895 et fonde le Chamonix Hockey Club. Il est aussi le premier secrétaire général de la Fédération internationale de hockey sur glace (de 1908 à 1912). fait partie de l'équipe de France de curling médaillée de bronze aux Jeux olympiques d'hiver de 1924 se tenant à Chamonix, avec Henri Aldebert, Georges André, Henri Cournollet, Pierre Canivet et Armand Isaac-Bénédic. Il est remplaçant et ne joue aucun match.